# Tendo
Tendō (Japans: 天童市, Tendō-shi) is een stad in de prefectuur Yamagata in het noorden van Honshu, Japan. De stad heeft een oppervlakte van 113,01 km² en begin 2008 bijna 63.500 inwoners. De stad staat bekend om de productie van shogi-stenen.
De stad grenst in het oosten aan het Ōu-gebergte. De rivier Mogami loopt van zuid naar noord door de stad.

## Geschiedenis
Op 1 oktober 1958 werd de gemeente Tendō een stad (shi).

## Bezienswaardigheden
- De Ryūshaku-ji is de beroemdste jinja van de stad. Deze tempel had grote invloed op het werk Oku no Hosomichi van Matsuo Basho.
- Tendō-onsen: het bad heeft de vorm van een shogi-steen.

## Verkeer
Tendō ligt aan de Yamagata-shinkansen en aan de Ōu-hoofdlijn van de East Japan Railway Company.
Tendō ligt aan de Tōhoku-Chūō-snelweg en aan de autowegen 13 en 48.

## Stedenband
Tendō heeft een stedenband met
- Marostica, Italië sinds 22 april 1989;
- Blenheim, Nieuw-Zeeland sinds 7 juli 1989;
- Wafangdian, China sinds 27 mei 2002;

## Aangrenzende steden
- Yamagata
- Higashine
- Sagae